# Tassapon Bijleveld
Tassapon Bijleveld (Bangkok, 24 januari 1967) is een Thais bestuurder en topfunctionaris.

## Leven en werk
Bijleveld werd in 1967 in Bangkok geboren. Hij studeerde marketing aan de Thammasat-universiteit en behaalde zijn master of business administration aan de Assumption University. Hij begon zijn carrière als assistent-manager bij Pfizer. Na een periode met diverse functies bij het farmaceutisch bedrijf werd Bijleveld aangesteld als algemeen directeur van de Warner Music Group Thailand, een positie die hij vijf jaar vervulde. Vervolgens was hij werkzaam als landelijk directeur van de klantendivisie van de Warner Music Group Thailand. Sinds 2003 is Bijleveld bestuursvoorzitter van de Thaise luchtvaartmaatschappij Thai AirAsia.